# John Dykes
John Bacchus Dykes, född 1823, var organist, kompositör och präst. Han grundade "The University Musical Society" vid Cambridge universitetet, och komponerade många gärna sjungna koraler, bl.a. till psalmerna Helig, helig, helig, inledningspsalmen (Holy, holy, holy! Lord God Almighty) i The Church Hymn book 1872 tonsatt 1861, O Gud och Fader kär tonsatt 1868 och Du för vars allmaktsord tonsatt 1868. Dykes avled 1876.

## Kompositioner
- Psalmen Du för vars allmaktsord (Thou, whose almighty word) diktad 1813 av John Marriott och tonsatt av John Bacchus Dykes 1868.
- Psalmen Helig, helig, helig av Reginald Heber från 1826, tonsatt av John Bacchus Dykes 1861.
- Psalmen O Gud och Fader kär av okänd engelsk författare, tonsatt av John Bacchus Dykes 1868.